# Bavaria Film Studios
A Bavaria Film Studios (Bavaria Filmstúdiók) Európa egyik legrégibb és legnagyobb filmstúdiókomplexuma a bajorországi Grünwald város Geiselgasteig kerületében, München járásban.

## Története
A stúdiókat 1919-ben Peter Ostermayr filmproducer alapította. Ostermayr, hogy az UFÁ-val, a legnagyobb német filmstúdióval versenyezhessen, létrehozta a Münchner Lichtspielkunst AG-t (Emelka) és egy nagy, 356 ezer négyzetméteres ingatlant szerzett Geiselgasteigban. A Bavaria Film nevet 1932-ben a fő részvényes, Wilhelm Kraus adta a stúdióknak. 1938-ban államosították, de 1956-ban magánkézbe adták.
A Bavaria Studiót közvetlenül működtető német cég, a Bavaria Film- und Fernsehstudios GmbH tulajdonosai: Bavaria Film GmbH csoport (33,3%), LfA Förderbank Bayern (33,3%), ZDF Zweites Deutsches Fernsehen (33,3%). A Bavaria Film csoport Európa egyik legnagyobb médiabirodalma, amely Európa számos országában jelen van.

## Stúdióik
A Bavariának Münchenben két helyen vannak stúdiói. Az eredeti központban, Münchentől délre, Grünwald város Geiselgasteig kerületében, a „Geiselgasteig Filmvárosban” tíz stúdió működik, amelyek közül a legnagyobb 3050 négyzetméteres. A Münchentől északra fekvő Unterföhringben nyolc stúdió van, a legnagyobb 600 négyzetméteres alapterületű.

## Itt forgatott filmek (válogatás)
1925-ben itt készítette első filmjét, A gyönyörök kertjét ( The Pleasure Garden) Alfred Hitchcock. Itt forgattak a következő híres rendezők is:
- Orson Welles (III. Richárd; 1950)
- Max Ophüls (Lola Montez; 1954)
- Stanley Kubrick (A dicsőség ösvényei; 1957)
- John Huston (Freud; 1960)
- Robert Siodmak (L’affaire Nina B; 1960)
- Billy Wilder (Egy, kettő, három; 1961)
- John Sturges (A nagy szökés; 1963)
- Robert Wise (A muzsika hangja; 1965)
- Mel Stuart (Willy Wonka és a csokigyár; (1971)
- Bob Fosse (Kabaré; 1972)
- Ingmar Bergman (Kígyótojás; 1977)
- Robert Aldrich (Twilight’s Last Gleaming; 1977)
- Rainer Werner Fassbinder (Berlin, Alexanderplatz; 1980)
- Wolfgang Petersen (A tengeralattjáró (Das Boot), 1979–1981 között)
- Wolfgang Petersen (Kedves ellenségem; 1985)
- Antonio Margheriti (Kincses sziget az űrben; 1987)
- Claude Chabrol és
- Wim Wenders.

1965-ben ez a stúdió készítette el a német televíziózás és filmgyártás egyik nagy sikerét, az Őrjárat a kozmoszban – Az Orion űrhajó fantasztikus kalandjai című sci-fi tévésorozatot. 1971-ben és 1972-ben itt forgatták a német és az osztrák televízióknak a Monty Python Repülő Cirkuszát is. München a filmes krimiműfaj központja lett, a Bavariánál olyan sorozatok készültek, mint a Derrick, Az Öreg és A felügyelő. Itt készültek Wolfgang Petersen híres filmjei, A Végtelen Történet (németül Die unendliche Geschichte) és A tengerallatjáró (Das Boot) is. Itt készült Tom Tykwer filmje, A parfüm: Egy gyilkos története (Perfume: The Story of a Murderer).

## Bavaria filmtúra
A stúdiók kapui a nagyközönség előtt is nyitva állnak: az idelátogatók megtekinthetik többek közt a Végtelen történet, az 1979-81-ben forgatott A tengeralattjáró vagy a Marienhof díszleteit.